# Michaela Dietz
Michaela Dietz, née le 1er novembre 1982 à Séoul en Corée du Sud, est une actrice de doublage coréenne-américaine. Elle est la voix anglaise d'Améthyste dans la série de Steven Universe, de Glassboy dans Adventure Time Distant Lands: Obsidian et de Riff dans Barney et ses amis et de Dolly dans 101, rue des Dalmatiens.

## Biographie
Michaela a grandi dans l'État de New York et a étudié la performance à New York. Elle a une voix « basse » et « râpeuse ». Elle est la fille d'immigrants coréens.

## Filmographie
Cinéma
Télévision
- 2006-2010 : Barney et ses amis : Riff
- 2009 : Workshop : détective
- 2013- : Steven Universe : Améthyste
- 2015 : Louis and Georges : Louis
- 2019 : 101, rue des Dalmatiens : Dolly<
- 2021 : The Owl House : Vee, Numbers 5

Jeu vidéo
- 2013 : Grand Theft Auto V : population locale